# Critérium du Dauphiné 2010
De 62e editie van het Critérium du Dauphiné werd verreden tussen 6 en 13 juni 2010. Het was de eerste editie die niet door de krant Le Dauphiné Libéré werd georganiseerd. Vandaar dat organisator A.S.O. besloot om de naam van de wedstrijd te wijzigen. Verdeeld over zeven etappes en een proloog legden de renners 1080 km af van Évian-les-Bains naar het eindpunt in Sallanches.
De proloog vond plaats in Évian-les-Bains. (Volgens de UCI-reglementen worden korte tijdritten van minder dan 8 km als proloog aangemerkt). De derde etappe is een individuele tijdrit, ditmaal over 49,0 km. In deze ronde zijn drie bergen van de 'hors categorie' opgenomen. In de vijfde etappe is de Chamrousse opgenomen, in de zesde etappe is de Col du Glandon opgenomen en ligt de finish op de top van de Alpe d'Huez.

## Ploegen

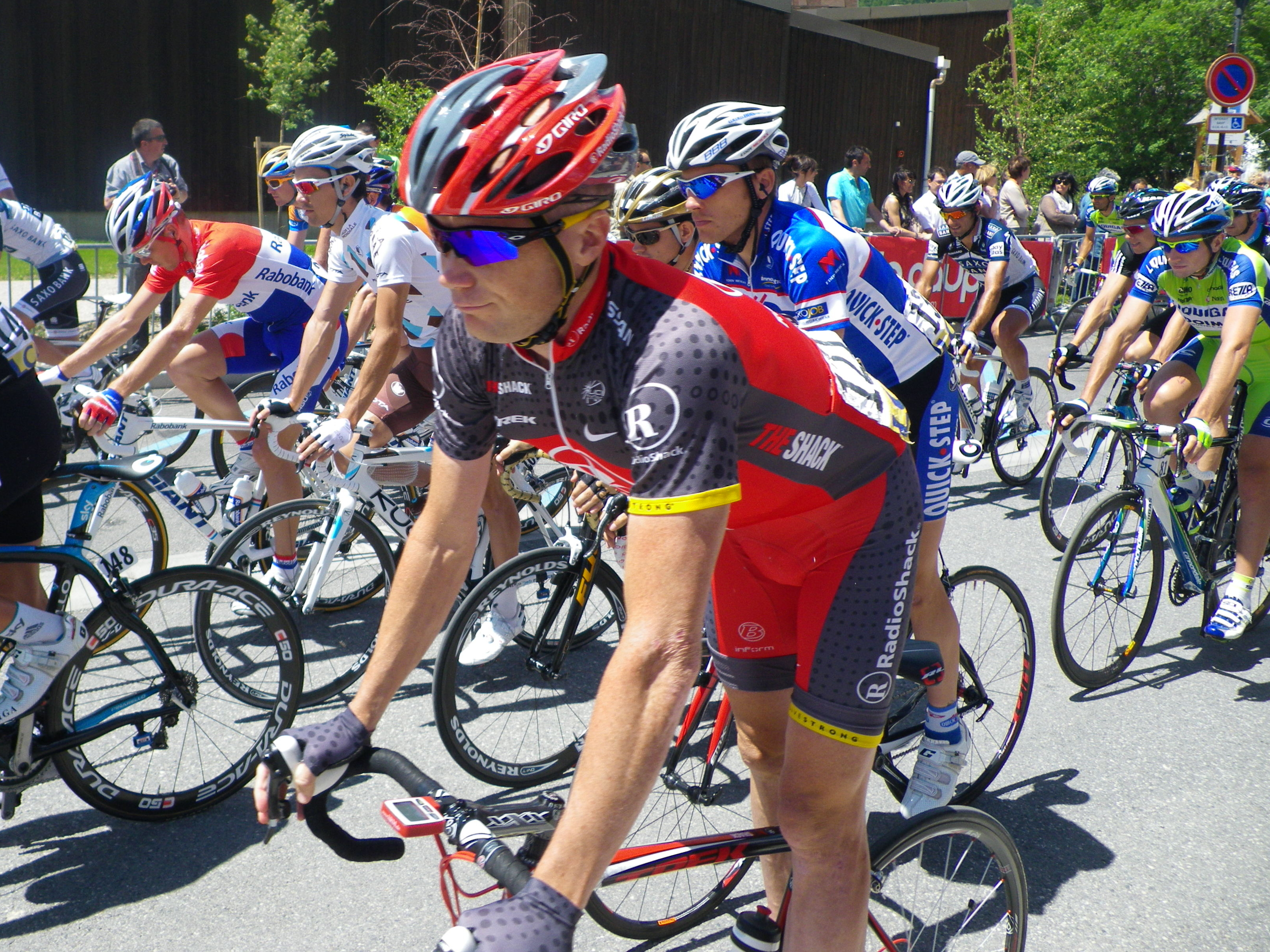
Het peloton in Serre Chevalier. Op de voorgrond Chris Horner.

Alle ploegen uit de Protour nemen deel aan de wedstrijd.
| 18 UCI ProTour-ploegen | 18 UCI ProTour-ploegen | 18 UCI ProTour-ploegen | 4 wildcards           |
| ---------------------- | ---------------------- | ---------------------- | --------------------- |
| AG2R-La Mondiale       | Garmin-Transitions     | Team HTC-Columbia      | Bbox Bouygues Télécom |
| Astana                 | Lampre-Farnese Vini    | Team Katjoesja         | Cervélo TestTeam      |
| Caisse d'Epargne       | Liquigas-Doimo         | Team Milram            | Saur-Sojasun          |
| Euskaltel-Euskadi      | Omega Pharma-Lotto     | Team RadioShack        | Cofidis               |
| Footon-Servetto-Fuji   | Quick Step             | Team Saxo Bank         |                       |
| Française des Jeux     | Rabobank               | Team Sky               |                       |

## Etappe-overzicht
| etappe  | datum   | start                     | finish                | afstand  | winnaar              | klassementsleider |
| ------- | ------- | ------------------------- | --------------------- | -------- | -------------------- | ----------------- |
| Proloog | 6 juni  | Évian-les-Bains (IT)      | Évian-les-Bains (IT)  | 6,8 km   | Alberto Contador     | Alberto Contador  |
| 1       | 7 juni  | Évian-les-Bains           | Saint-Laurent-du-Pont | 191 km   | Grega Bole           | Alberto Contador  |
| 2       | 8 juni  | Annonay                   | Bourg-Saint-Andéol    | 177 km   | Juan José Haedo      | Alberto Contador  |
| 3       | 9 juni  | Monteux                   | Sorgues (IT)          | 49,0 km  | Janez Brajkovič      | Janez Brajkovič   |
| 4       | 10 juni | Saint-Paul-Trois-Châteaux | Risoul                | 210 km   | Nicolas Vogondy      | Janez Brajkovič   |
| 5       | 11 juni | Serre Chevalier           | Grenoble              | 143,5 km | Daniel Navarro       | Janez Brajkovič   |
| 6       | 12 juni | Crolles                   | Alpe d'Huez           | 151,5 km | Alberto Contador     | Janez Brajkovič   |
| 7       | 13 juni | Allevard                  | Sallanches            | 148 km   | Edvald Boassen Hagen | Janez Brajkovič   |

## Etappe-uitslagen

### Proloog
| Uitslag Etappe | Uitslag Etappe     | Uitslag Etappe      | Uitslag Etappe |
| rang           | renner             | land                | tijd           |
| -------------- | ------------------ | ------------------- | -------------- |
| 1              | Alberto Contador   | Spanje              | 8' 34"         |
| 2              | Tejay van Garderen | Verenigde Staten    | + 0' 02"       |
| 3              | Janez Brajkovič    | Slovenië            | + 0' 05"       |
| 4              | Geraint Thomas     | Verenigd Koninkrijk | + 0' 10"       |
| 5              | Dario Cataldo      | Italië              | + 0' 12"       |

| Tussenstand algemeen klassement | Tussenstand algemeen klassement | Tussenstand algemeen klassement | Tussenstand algemeen klassement |
| rang                            | renner                          | land                            | tijd                            |
| ------------------------------- | ------------------------------- | ------------------------------- | ------------------------------- |
|                                 | Alberto Contador                | Spanje                          | 8' 34"                          |
| 2                               | Tejay van Garderen              | Verenigde Staten                | + 0' 02"                        |
| 3                               | Janez Brajkovič                 | Slovenië                        | + 0' 05"                        |
| 4                               | Geraint Thomas                  | Verenigd Koninkrijk             | + 0' 10"                        |
| 5                               | Dario Cataldo                   | Italië                          | + 0' 12"                        |

### 1e etappe
| Uitslag Etappe | Uitslag Etappe    | Uitslag Etappe      | Uitslag Etappe |
| rang           | renner            | land                | tijd           |
| -------------- | ----------------- | ------------------- | -------------- |
| 1              | Grega Bole        | Slovenië            | 4u 47' 34"     |
| 2              | Peter Velits      | Slowakije           | z.t.           |
| 3              | Geraint Thomas    | Verenigd Koninkrijk | z.t.           |
| 4              | Steve Chainel     | Frankrijk           | z.t.           |
| 5              | Christophe Riblon | Frankrijk           | z.t.           |

| Tussenstand algemeen klassement | Tussenstand algemeen klassement | Tussenstand algemeen klassement | Tussenstand algemeen klassement |
| rang                            | renner                          | land                            | tijd                            |
| ------------------------------- | ------------------------------- | ------------------------------- | ------------------------------- |
|                                 | Alberto Contador                | Spanje                          | 4u 55' 58"                      |
| 2                               | Tejay van Garderen              | Verenigde Staten                | + 0' 02"                        |
| 3                               | Janez Brajkovič                 | Slovenië                        | + 0' 05"                        |
| 4                               | Geraint Thomas                  | Verenigd Koninkrijk             | + 0' 10"                        |
| 5                               | Dario Cataldo                   | Italië                          | + 0' 12"                        |

### 2e etappe
| Uitslag Etappe | Uitslag Etappe     | Uitslag Etappe | Uitslag Etappe |
| rang           | renner             | land           | tijd           |
| -------------- | ------------------ | -------------- | -------------- |
| 1              | Juan José Haedo    | Argentinië     | 4u 24' 10"     |
| 2              | Martin Reimer      | Duitsland      | z.t.           |
| 3              | Grega Bole         | Slovenië       | z.t.           |
| 4              | Sébastien Chavanel | Frankrijk      | z.t.           |
| 5              | Roger Kluge        | Duitsland      | z.t.           |

| Tussenstand algemeen klassement | Tussenstand algemeen klassement | Tussenstand algemeen klassement | Tussenstand algemeen klassement |
| rang                            | renner                          | land                            | tijd                            |
| ------------------------------- | ------------------------------- | ------------------------------- | ------------------------------- |
|                                 | Alberto Contador                | Spanje                          | 9u 20' 08"                      |
| 2                               | Tejay van Garderen              | Verenigde Staten                | + 0' 02"                        |
| 3                               | Janez Brajkovič                 | Slovenië                        | + 0' 05"                        |
| 4                               | Geraint Thomas                  | Verenigd Koninkrijk             | + 0' 10"                        |
| 5                               | Dario Cataldo                   | Italië                          | + 0' 12"                        |

### 3e etappe
| Uitslag Etappe | Uitslag Etappe       | Uitslag Etappe      | Uitslag Etappe |
| rang           | renner               | land                | tijd           |
| -------------- | -------------------- | ------------------- | -------------- |
| 1              | Janez Brajkovič      | Slovenië            | 1u 01' 51"     |
| 2              | David Millar         | Verenigd Koninkrijk | + 0' 26"       |
| 3              | Edvald Boasson Hagen | Noorwegen           | + 0' 43"       |
| 4              | Tejay van Garderen   | Verenigde Staten    | + 0' 53"       |
| 5              | Denis Menchov        | Rusland             | + 1' 46"       |

| Tussenstand algemeen klassement | Tussenstand algemeen klassement | Tussenstand algemeen klassement | Tussenstand algemeen klassement |
| rang                            | renner                          | land                            | tijd                            |
| ------------------------------- | ------------------------------- | ------------------------------- | ------------------------------- |
|                                 | Janez Brajkovič                 | Slovenië                        | 10u 22' 04"                     |
| 2                               | David Millar                    | Verenigd Koninkrijk             | + 0' 36"                        |
| 3                               | Tejay van Garderen              | Verenigde Staten                | + 0' 50"                        |
| 4                               | Alberto Contador                | Spanje                          | + 1' 41"                        |
| 5                               | Geraint Thomas                  | Verenigd Koninkrijk             | + 2' 01"                        |

### 4e etappe
| Uitslag Etappe | Uitslag Etappe   | Uitslag Etappe | Uitslag Etappe |
| rang           | renner           | land           | tijd           |
| -------------- | ---------------- | -------------- | -------------- |
| 1              | Nicolas Vogondy  | Frankrijk      | 6u 03' 25"     |
| 2              | Romain Sicard    | Frankrijk      | + 0' 12"       |
| 3              | Janez Brajkovič  | Slovenië       | + 0' 15"       |
| 4              | Alberto Contador | Spanje         | z.t.           |
| 5              | Rein Taaramäe    | Estland        | + 0' 18"       |

| Tussenstand algemeen klassement | Tussenstand algemeen klassement | Tussenstand algemeen klassement | Tussenstand algemeen klassement |
| rang                            | renner                          | land                            | tijd                            |
| ------------------------------- | ------------------------------- | ------------------------------- | ------------------------------- |
|                                 | Janez Brajkovič                 | Slovenië                        | 16u 25' 44"                     |
| 2                               | Tejay van Garderen              | Verenigde Staten                | + 1' 15"                        |
| 3                               | Alberto Contador                | Spanje                          | + 1' 41"                        |
| 4                               | David Millar                    | Verenigd Koninkrijk             | + 1' 56"                        |
| 5                               | Nicolas Vogondy                 | Frankrijk                       | + 2' 43"                        |

### 5e etappe
| Uitslag Etappe | Uitslag Etappe   | Uitslag Etappe | Uitslag Etappe |
| rang           | renner           | land           | tijd           |
| -------------- | ---------------- | -------------- | -------------- |
| 1              | Daniel Navarro   | Spanje         | 3u 26' 16"     |
| 2              | Eros Capecchi    | Italië         | + 0' 34"       |
| 3              | Thibaut Pinot    | Frankrijk      | z.t.           |
| 4              | Dimitri Champion | Frankrijk      | + 1' 39"       |
| 5              | Egoi Martínez    | Spanje         | z.t.           |

| Tussenstand algemeen klassement | Tussenstand algemeen klassement | Tussenstand algemeen klassement | Tussenstand algemeen klassement |
| rang                            | renner                          | land                            | tijd                            |
| ------------------------------- | ------------------------------- | ------------------------------- | ------------------------------- |
|                                 | Janez Brajkovič                 | Slovenië                        | 16u 25' 44"                     |
| 2                               | Tejay van Garderen              | Verenigde Staten                | + 1' 15"                        |
| 3                               | Alberto Contador                | Spanje                          | + 1' 41"                        |
| 4                               | David Millar                    | Verenigd Koninkrijk             | + 1' 56"                        |
| 5                               | Nicolas Vogondy                 | Frankrijk                       | + 2' 43"                        |

### 6e etappe
| Uitslag Etappe | Uitslag Etappe        | Uitslag Etappe | Uitslag Etappe |
| rang           | renner                | land           | tijd           |
| -------------- | --------------------- | -------------- | -------------- |
| 1              | Alberto Contador      | Spanje         | 4u 31' 01"     |
| 2              | Janez Brajkovič       | Slovenië       | +0'00"         |
| 3              | Sylwester Szmyd       | POL            | 0' 17"         |
| 4              | Jérôme Coppel         | Frankrijk      | 0' 24"         |
| 5              | Jurgen Van den Broeck | BEL            | 0' 40"         |

| Tussenstand algemeen klassement | Tussenstand algemeen klassement | Tussenstand algemeen klassement | Tussenstand algemeen klassement |
| rang                            | renner                          | land                            | tijd                            |
| ------------------------------- | ------------------------------- | ------------------------------- | ------------------------------- |
|                                 | Janez Brajkovič                 | Slovenië                        | 24u 26' 05"                     |
| 2                               | Alberto Contador                | Spanje                          | +1'41"                          |
| 3                               | Tejay van Garderen              | Verenigde Staten                | +2'41"                          |
| 4                               | Jurgen Van den Broeck           | BEL                             | +3'46"                          |
| 5                               | Nicolas Vogondy                 | Frankrijk                       | +4'01"                          |

### 7e etappe
| Uitslag Etappe | Uitslag Etappe       | Uitslag Etappe   | Uitslag Etappe |
| rang           | renner               | land             | tijd           |
| -------------- | -------------------- | ---------------- | -------------- |
| 1              | Edvald Boassen Hagen | Noorwegen        | 3:39:43        |
| 2              | Arkaitz Durán        | Spanje           | +'27           |
| 3              | Egor Silin           | Rusland          | +'32           |
| 4              | Christophe Le Mével  | Frankrijk        | +'34           |
| 5              | Tejay van Garderen   | Verenigde Staten | +'40           |

| Eindklassement | Eindklassement        | Eindklassement   | Eindklassement |
| rang           | renner                | land             | tijd           |
| -------------- | --------------------- | ---------------- | -------------- |
|                | Janez Brajkovič       | Slovenië         | 24u 26' 05"    |
| 2              | Alberto Contador      | Spanje           | +1'41"         |
| 3              | Tejay van Garderen    | Verenigde Staten | +2'41"         |
| 4              | Jurgen Van den Broeck | België           | +3'46"         |
| 5              | Jérôme Coppel         | Frankrijk        | +4'17"         |

## Klassementsleiders
| Etappe | Algemeen klassement | Bergklassement     | Puntenklassement | Ploegenklassement |
| ------ | ------------------- | ------------------ | ---------------- | ----------------- |
| P      | Alberto Contador    | Alberto Contador   | Alberto Contador | Team HTC-Columbia |
| 1      | Alberto Contador    | Matthieu Ladagnous | Geraint Thomas   | Quick Step        |
| 2      | Alberto Contador    | Bram Tankink       | Grega Bole       | Quick Step        |
| 3      | Janez Brajkovič     | Bram Tankink       | Geraint Thomas   | Team HTC-Columbia |
| 4      | Janez Brajkovič     | Bram Tankink       | Janez Brajkovič  | Team Katjoesja    |
| 5      | Janez Brajkovič     | Eros Capecchi      | Geraint Thomas   | Astana            |
| 6      | Janez Brajkovič     | Egoi Martínez      | Janez Brajkovič  | Euskaltel-Euskadi |
| 7      | Janez Brajkovič     | Egoi Martínez      | Alberto Contador | Euskaltel-Euskadi |

1947 · 1948 · 1949 · 1950 · 1951 · 1952 · 1953 · 1954 · 1955 · 1956 · 1957 · 1958 · 1959 · 1960 · 1961 · 1962 · 1963 · 1964 · 1965 · 1966 · 1967 · 1968 · 1969 · 1970 · 1971 · 1972 · 1973 · 1974 · 1975 · 1976 · 1977 · 1978 · 1979 · 1980 · 1981 · 1982 · 1983 · 1984 · 1985 · 1986 · 1987 · 1988 · 1989 · 1990 · 1991 · 1992 · 1993 · 1994 · 1995 · 1996 · 1997 · 1998 · 1999 · 2000 · 2001 · 2002 · 2003 · 2004 · 2005 · 2006 · 2007 · 2008 · 2009 · 2010 · 2011 · 2012 · 2013 · 2014 · 2015 · 2016 · 2017 · 2018 · 2019 · 2020 · 2021 · 2022 · 2023 · 2024
 Tour Down Under · 
 Ronde van Catalonië · 
 Gent-Wevelgem · 
 Ronde van Vlaanderen · 
 Ronde van het Baskenland · 
 Amstel Gold Race · 
 Ronde van Romandië · 
 Dauphiné · 
 Ronde van Zwitserland · 
 Clásica San Sebastián · 
 Ronde van Polen · 
 Vattenfall Cyclassics · 
 GP Ouest France-Plouay · 
  Eneco Tour · 
 Grote Prijs van Quebec · 
 Grote Prijs van Montreal